# Supercoppa qatariota 2017 (pallavolo maschile)
La Supercoppa qatariota 2017 si è svolta l'11 novembre 2017: al torneo hanno partecipato due squadre di club qatariote e la vittoria finale è andata per la prima volta all'Al-Rayyan.

## Regolamento
Le squadre hanno disputato una gara unica.

## Squadre partecipanti
| Squadra   | Qualificazione                             | Ultima partecipazione     |
| --------- | ------------------------------------------ | ------------------------- |
| Al-Rayyan | Vincitrice Coppa dell'Emiro 2017           | Supercoppa qatariota 2016 |
| Police    | Vincitrice Qatar Volleyball League 2016-17 | Debutto                   |

## Torneo
| 11 novembre 2017 Qatar Volleyball Association Hall, Doha Durata: 1h:49 - Spettatori: ? | Al-Rayyan | 3 - 1 | Police | 23-25, 25-23, 25-23, 25-23 |